# Sergei Wladimirowitsch Wostokow
Sergei Wladimirowitsch Wostokow (russisch Сергей Владимирович Востоков, englische Transkription Sergei Vladimirovich Vostokov; * 13. April 1945 in Leningrad, Russische SFSR, Sowjetunion; † 7. März 2025 in Sankt Petersburg, Russland) war ein sowjetischer und russischer Mathematiker, der sich mit algebraischer Zahlentheorie befasste. Er war Professor an der Staatlichen Universität Sankt Petersburg.

## Leben und Wirken
Wostokow wurde bei Senon Iwanowitsch Borewitsch an der Universität Leningrad promoviert, an der er seit 1963 studierte.
Er gab explizite Formeln für das Hilbert-Symbol in lokalen und höher-dimensionalen lokalen Körpern an und verallgemeinerte das Hilbert-Symbol für verschiedene Klassen formaler Gruppen. Seine grundlegende Formel für das Hilbert-Symbol veröffentlichte er 1978 (auch Vostokov-Symbol genannt), aufbauend auf Arbeiten von Igor Schafarewitsch und Helmut Hasse. Die Definition ist unabhängig von der Klassenkörpertheorie und hatte Einfluss auf die arithmetische Geometrie. Er veröffentlichte auch über die Struktur der Galois-Moduln lokaler Körper. Er etablierte in Sankt Petersburg einen neuen konstruktiven Zugang zur algebraischen Zahlentheorie. Im März 2025 starb Sergei Wladimirowitsch Wostokow  über einen Monat vor seinem 80. Geburtstag in Sankt Petersburg.
Zu seinen Doktoranden gehört Iwan Borissowitsch Fessenko.

## Schriften
- Herausgeber mit Yuri Zarhin Algebraic number theory and algebraic geometry. Papers dedicated to A. N. Parshin on the occasion of his 60. birthday, Contemporary Mathematics 300, American Mathematical Society 2002.